# 椭圆钻地风
椭圆钻地风（学名：Schizophragma elliptifolium）为虎耳草科钻地风属下的一个种。

## 扩展阅读
- 維基物種上的相關：椭圆钻地风